# Долорес Костелло
Долорес Костелло (англ. Dolores Costello; 17 вересня 1903 — 1 березня 1979) — американська акторка, яку називали Богинею німого кіно. Удостоєна зірки на Голлівудській алеї слави. Мати актора Джона Дрю Беррімора, бабуся акторки Дрю Беррімор.

## Біографія
Народилася 17 вересня 1903 року в місті Пітсбург, штат Пенсільванія, США, в родині акторів Моріса і Мей Костелло. У дитинстві і юності багато знімалася в парі з батьком і сестрою Гелен, вперше з'явившись на екрані у 6 років у картині 1909 «Сон в літню ніч» за п'єсою Шекспіра. Потім Долорес і Гелен разом дебютували на Бродвеї. Публіка прийняла їх, і незабаром студія «Warner Bros.» уклала з сестрами контракт.
Самостійну кар'єра почала в середині 1920-х. У 1926 році увійшла до списку «WAMPAS Baby Stars», тобто була визнана акторкою, яка подає надії. У тому ж році знялася з актором Джоном Беррімором в картині «Морське чудовисько», екранізації роману Германа Мелвілла «Мобі Дік». На зйомках між акторами почався роман і 24 листопада 1928 вони одружилися. Долорес злегка шепелявила, що ускладнило її адаптацію до звукового кіно, але через два роки вона виправила дикцію. 
У 1931 році народила дочку Діді, а роком пізніше — сина Джона. Зайнята материнством, Беррімор практично перестала зніматися. У 1935 році вона розлучилася з чоловіком через його алкоголізм. 
Її останніми помітними роботами були драма «Юний лорд Фонтлерой» (1936) за романом Френсіс Годжсон Бернетт і фільм Орсона Веллса «Чудові Емберсони» (1942). У 1943 році Долорес Костелло завершила кар'єру і пішла з кіно. 
Померла 1 березня 1979 роки від емфіземи.

## Вибрана фільмографія
- 1926 — Третя ступінь / The Third Degree — Енні Далі
- 1928 — Славна Бетсі / Glorious Betsy — Бетсі Паттерсон
- 1929 — Вистава вистав — Виконавиця в номері «Зустрінь мою сестру»
- 1936 — Юний лорд Фонтлерой / Little Lord Fauntleroy — «Найдорожча», Еррол